# دوستال‌لی
دوستال‌لی (به لاتین: Dostallı) یک منطقه مسکونی در جمهوری آذربایجان است که در شهرستان جلیل‌آباد واقع شده‌است. دوستال‌لی ۲۹۴ نفر جمعیت دارد.